# Религија унутар граница пуког ума
Религија унутар граница пуког ума је књига немачког филозофа Имануела Канта објављена 1793. Иако су њена сврха и првобитна намера постале предмети извесног спора, огроман, трајни утицај ове књиге на историју теологије и филозофије религије је неоспоран. Она се састоји из четири дела (Stücke) која су првобитно била написана као низ од четири чланка за часопис. Кант у књизи оштро критикује обред, сујеверје и хијерархију цркве.

## Краљевска цензура
Први део се појавио априла 1792. као чланак у Берлинском месечном часопису. Кантов покушај да у истом часопису објави други део дочекао је отпор у виду краљевске цензуре. Кант је после уговорио да објави сва четири дела као књигу тако што ће их доставити Универзитету у Јени како би избегао потребну теолошком цензуром. Кант је због тог чина непослушности укорен. Кад је и поред свега 1794. објавио друго издање, цензор је био толико разјарен да је донео краљевску одлуку која је од Канта захтевала да никад више не објави нити чак јавно говори о религији.

## Значење наслова и преводи
Наслов књиге је заснован на метафори коју Кант представља у предговорима и користи свугде у књизи, где је разумна религија приказана као наго („пуко“) тело, док су историјске религије сматране непримереном „одећом“ – „возилима“ за преношење верских истина народу. Рани преводи су ту метафору третирали буквално: коришћењем речи „наг“ игнорише се чињеница да Кантово bloßen може значити и пук. Српскохрватски преводи користе речи пук и чист, с тим што прва боље одговара немачкој.

## Преводи на српскохрватски
- Kant, Imanuel (1990). Religija unutar granica čistog uma. Превод: Buha, Aleksa. Beograd: BIGZ. стр. 209. ISBN 86-13-00408-3.
- Kant, Immanuel (2012). Religija unutar granica pukoga uma. Превод: Miladinov, Kiril. Zagreb: Naklada Breza. стр. 186. ISBN 978-953-7036-69-0.